# Virgin Prunes (EP)
Virgin Prunes è l'EP d'esordio del gruppo post-punk irlandese omonimo, pubblicato l'8 gennaio 1981.

## Tracce
Testi e musiche dei Virgin Prunes.
Lato 1
1. Twenty Tens (I've Been Smoking All Night) - 2:27
2. Revenge - 3:36

Lato 2
1. The Children Are Crying - 5:12
2. ...greylight - 4:21

## Formazione
- Gavin Friday - voce
- Guggi - voce
- Dik Evans - chitarra
- Strongman - basso
- Mary D'Nellon - batteria

### Altri musicisti
- Dave-iD Busaras - voce in The Children Are Crying

### Produzione
- Paul Thomas - ingegneria del suono
- Mayo Thompson - assistenza ingegneria
- George Peckham - mastering

## Classifica
| Classifica (1981)   | Posizione massima |
| ------------------- | ----------------- |
| Regno Unito (indie) | 25                |